# Medagliati olimpici nella barca a vela
Elenco dei vincitori di medaglia olimpica nella barca a vela.
Ordinati, a seconda dell'edizione, oltre che per genere (maschile, femminile, misto e aperti), anche per vicendevolezza e subentro negli anni di una classe piuttosto che un'altra rimanendo nella medesima tipologia d'imbarcazione (schifo, barca a chiglia per 2 o 3, deriva monotipo o per 2, multiscafo). In alcuni casi (Finn e Flying Dutchman) un'ulteriore divisione è stata dovuta nell'introduzione di equipaggi pesi leggeri per diversificarle ulteriormente da altre competizioni simili nate negli anni (Laser e 470).

## Albo d'oro

### Maschile

#### Skiff:49er
Classe aperta fino a Londra 2012, scissa poi in 49er (maschile) e 49erFX (femminile).
| Edizione                                | Oro                                           | Argento                                         | Bronzo                                      |
| --------------------------------------- | --------------------------------------------- | ----------------------------------------------- | ------------------------------------------- |
| Sydney 2000                             | Finlandia Thomas Johanson - Jyrki Järvi       | Gran Bretagna Ian Barker - Simon Hiscocks       | Stati Uniti Charlie McKee - Jonathan McKee  |
| Atene 2004                              | Spagna Iker Martínez - Xabier Fernández       | Ucraina Rodion Luka - Heorhij Leončuk           | Gran Bretagna Chris Draper - Simon Hiscocks |
| Pechino 2008                            | Danimarca Jonas Warrer - Martin Kirketerp     | Spagna Iker Martínez - Xabier Fernández         | Germania Jan-Peter Peckolt - Hannes Peckolt |
| Londra 2012                             | Australia Nathan Outteridge - Iain Jensen     | Nuova Zelanda Peter Burling - Blair Tuke        | Danimarca Allan Nørregaard - Peter Lang     |
| Rio de Janeiro 2016                     | Nuova Zelanda Peter Burling - Blair Tuke      | Australia Nathan Outteridge - Iain Jensen       | Germania Erik Heil - Thomas Plößel          |
| Tokyo 2020                              | Gran Bretagna Dylan Fletcher - Stuart Bithell | Nuova Zelanda Peter Burling - Blair Tuke        | Germania Erik Heil - Thomas Plößel          |
| Parigi 2024                             | Spagna Diego Botín - Florián Trittel          | Nuova Zelanda Isaac McHardie - William McKenzie | Stati Uniti Ian Barrows - Hans Henken       |
| Nazione meglio premiata: Spagna (2/1/0) |                                               |                                                 |                                             |

#### Monotipo:Laser
aperta fino a Pechino 2008, divenuta solo maschile.
| Edizione                                       | Oro                                            | Argento                                    | Bronzo                                     |
| ---------------------------------------------- | ---------------------------------------------- | ------------------------------------------ | ------------------------------------------ |
| Atlanta 1996                                   | Robert Scheidt                                 | Ben Ainslie                                | Peer Moberg                                |
| Sydney 2000                                    | Ben Ainslie                                    | Robert Scheidt                             | Michael Blackburn                          |
| Atene 2004                                     | Robert Scheidt                                 | Andreas Geritzer                           | Vasilij Žbogar                             |
| Pechino 2008                                   | Paul Goodison                                  | Vasilij Žbogar                             | Diego Romero                               |
| Londra 2012                                    | Tom Slingsby                                   | Pavlos Kontidīs                            | Rasmus Myrgren                             |
| Rio de Janeiro 2016                            | Tom Burton                                     | Tonči Stipanović                           | Sam Meech                                  |
| Tokyo 2020                                     | Matthew Wearn                                  | Tonči Stipanović                           | Hermann Tomasgaard                         |
| Parigi 2024                                    | Matthew Wearn                                  | Pavlos Kontides                            | Stefano Peschiera                          |
| Atleta meglio premiato: Robert Scheidt (2/1/0) | Atleta meglio premiato: Robert Scheidt (2/1/0) | Nazione meglio premiata: Australia (4/0/1) | Nazione meglio premiata: Australia (4/0/1) |

#### Deriva x2:470
| Edizione                                       | Oro                                            | Argento                                        | Bronzo                                        |
| ---------------------------------------------- | ---------------------------------------------- | ---------------------------------------------- | --------------------------------------------- |
| Montréal 1976                                  | Germania Ovest Frank Hübner - Harro Bode       | Spagna Antonio Gorostegui - Pedro Millet       | Australia Ian Brown - Ian Ruff                |
| Mosca 1980                                     | Brasile Marcos Soares - Eduardo Penido         | Germania Est Jörn Borowski - Egbert Swensson   | Finlandia Jouko Lindgren - Georg Tallberg     |
| Los Angeles 1984                               | Spagna Luis Doreste-Blanco - Roberto Molina    | Stati Uniti Steve Benjamin - Chris Steinfeld   | Francia Thierry Peponnet - Luc Pillot         |
| Seul 1988                                      | Francia Thierry Peponnet - Luc Pillot          | Unione Sovietica Tõnu Tõniste - Toomas Tõniste | Stati Uniti John Shadden - Charles McKee      |
| Barcellona 1992                                | Spagna Jordi Calafat - Kiko Sánchez            | Stati Uniti Morgan Reeser - Kevin Burnham      | Estonia Tõnu Tõniste - Toomas Tõniste         |
| Atlanta 1996                                   | Ucraina Jevhen Braslavec' - Ihor Matvijenko    | Gran Bretagna John Merricks - Ian Walker       | Portogallo Victor Rocha - Nuno Barreto        |
| Sydney 2000                                    | Australia Tom King - Mark Turnbull             | Stati Uniti Paul Foerster - Robert Merrick     | Argentina Javier Conte - Juan de la Fuente    |
| Atene 2004                                     | Stati Uniti Paul Foerster - Kevin Burnham      | Gran Bretagna Nick Rogers - Joe Glanfield      | Giappone Kazuto Seki - Kenjiro Todoroki       |
| Pechino 2008                                   | Australia Nathan Wilmot - Malcolm Page         | Gran Bretagna Nick Rogers - Joe Glanfield      | Francia Nicolas Charbonnier - Olivier Bausset |
| Londra 2012                                    | Australia Mathew Belcher - Malcolm Page        | Gran Bretagna Luke Patience - Stuart Bithell   | Argentina Lucas Calabrese - Juan de la Fuente |
| Rio de Janeiro 2016                            | Croazia Šime Fantela - Igor Marenić            | Australia Mathew Belcher - William Ryan        | Grecia Panagiōtīs Mantīs - Pavlos Kagialīs    |
| Tokyo 2020                                     | Australia Mathew Belcher - William Ryan        | Svezia Anton Dahlberg - Fredrik Bergström      | Spagna Jordi Xammar - Nicolás Rodríguez       |
| Atleta meglio premiato: Mathew Belcher (2/1/0) | Atleta meglio premiato: Mathew Belcher (2/1/0) | Nazione meglio premiata: Australia (4/1/1)     | Nazione meglio premiata: Australia (4/1/1)    |

### Femminile

#### Skiff:49erFX
| Edizione                                 | Oro                                           | Argento                                  | Bronzo                                         |
| ---------------------------------------- | --------------------------------------------- | ---------------------------------------- | ---------------------------------------------- |
| Rio de Janeiro 2016                      | Brasile Martine Grael - Kahena Kunze          | Nuova Zelanda Alex Maloney - Molly Meech | Danimarca Jena Hansen - Katja Salskov-Iversen  |
| Tokyo 2020                               | Brasile Martine Grael - Kahena Kunze          | Germania Tina Lutz - Susann Beucke       | Paesi Bassi Annemiek Bekkering - Annette Duetz |
| Parigi 2024                              | Paesi Bassi Odile van Aanholt - Annette Duetz | Svezia Vilma Bobeck - Rebecca Netzler    | Francia Sarah Steyaert - Charline Picon        |
| Nazione meglio premiata: Brasile (2/0/0) |                                               |                                          |                                                |

#### Monotipo:Europa-Laser Radial
| Edizione                                          | Oro                                               | Argento                                      | Bronzo                                       |
| ------------------------------------------------- | ------------------------------------------------- | -------------------------------------------- | -------------------------------------------- |
| Barcellona 1992                                   | Linda Andersen                                    | Natalia Vía-Dufresne                         | Julia Trotman                                |
| Atlanta 1996                                      | Kristine Roug                                     | Margriet Matthijsse                          | Courtenay Becker-Dey                         |
| Sydney 2000                                       | Shirley Robertson                                 | Margriet Matthijsse                          | Serena Amato                                 |
| Atene 2004                                        | Siren Sundby                                      | Lenka Šmídová                                | Signe Livbjerg                               |
| Pechino 2008                                      | Anna Tunnicliffe                                  | Gintarė Volungevičiūtė                       | Xu Lijia                                     |
| Londra 2012                                       | Xu Lijia                                          | Marit Bouwmeester                            | Evi Van Acker                                |
| Rio de Janeiro 2016                               | Marit Bouwmeester                                 | Annalise Murphy                              | Anne-Marie Rindom                            |
| Tokyo 2020                                        | Anne-Marie Rindom                                 | Josefin Olsson                               | Marit Bouwmeester                            |
| Parigi 2024                                       | Marit Bouwmeester                                 | Anne-Marie Rindom                            | Line Flem Hoest                              |
| Atleta meglio premiato: Marit Bouwmeester (2/1/1) | Atleta meglio premiato: Marit Bouwmeester (2/1/1) | Nazione meglio premiata: Paesi Bassi (2/1/1) | Nazione meglio premiata: Paesi Bassi (2/1/1) |

#### Deriva x2:470
| Edizione                                     | Oro                                          | Argento                                                 | Bronzo                                                  |
| -------------------------------------------- | -------------------------------------------- | ------------------------------------------------------- | ------------------------------------------------------- |
| Seul 1988                                    | Stati Uniti Allison Jolly - Lynne Jewell     | Svezia Marit Söderström - Birgitta Bengtsson            | Unione Sovietica Larisa Moskalenko - Iryna Čunichovs'ka |
| Barcellona 1992                              | Spagna Theresa Zabell - Patricia Guerra      | Nuova Zelanda Leslie Egnot - Jan Shearer                | Stati Uniti J. J. Isler - Pamela Healy                  |
| Atlanta 1996                                 | Spagna Theresa Zabell - Begoña Vía-Dufresne  | Giappone Yumiko Shige - Aliishia Kinoshita              | Ucraina Ruslana Taran - Olena Pachol'čyk                |
| Sydney 2000                                  | Australia Jenny Armstrong - Belinda Stowell  | Stati Uniti J. J. Isler - Sarah Glaser                  | Ucraina Ruslana Taran - Olena Pachol'čyk                |
| Atene 2004                                   | Grecia Sofia Bekatōrou - Aimilia Tsoulfa     | Spagna Sandra Azón - Natalia Vía-Dufresne               | Svezia Therese Torgersson - Vendela Zachrisson          |
| Pechino 2008                                 | Australia Elise Rechichi - Tessa Parkinson   | Paesi Bassi Marcelien de Koning - Lobke Berkhout        | Brasile Fernanda Oliveira - Isabel Swan                 |
| Londra 2012                                  | Nuova Zelanda Jo Aleh - Polly Powrie         | Gran Bretagna Hannah Mills - Saskia Clark               | Paesi Bassi Lisa Westerhof - Lobke Berkhout             |
| Rio de Janeiro 2016                          | Gran Bretagna Hannah Mills - Saskia Clark    | Nuova Zelanda Jo Aleh - Polly Powrie                    | Francia Camille Lecointre - Hélène Defrance             |
| Tokyo 2020                                   | Gran Bretagna Hannah Mills - Eilidh McIntyre | Polonia Agnieszka Skrzypulec - Jolanta Ogar             | Francia Camille Lecointre - Aloïse Retornaz             |
| Atleta meglio premiato: Hannah Mills (2/1/0) | Atleta meglio premiato: Hannah Mills (2/1/0) | Nazione meglio premiata: Spagna e Gran Bretagna (2/1/0) | Nazione meglio premiata: Spagna e Gran Bretagna (2/1/0) |

### Misti

#### Multiscafo x2:Nacra 17
| Edizione                                | Oro                                         | Argento                                    | Bronzo                                       |
| --------------------------------------- | ------------------------------------------- | ------------------------------------------ | -------------------------------------------- |
| Rio de Janeiro 2016                     | Argentina Santiago Lange - Cecilia Carranza | Australia Jason Waterhouse - Lisa Darmanin | Austria Thomas Zajac - Tanja Frank           |
| Tokyo 2020                              | Italia Ruggero Tita - Caterina Banti        | Gran Bretagna John Gimson - Anna Burnet    | Germania Paul Kohlhoff - Alica Stuhlemmer    |
| Parigi 2024                             | Italia Ruggero Tita - Caterina Banti        | Argentina Mateo Majdalani - Eugenia Bosco  | Nuova Zelanda Micah Wilkinson - Erica Dawson |
| Nazione meglio premiata: Italia (2/0/0) |                                             |                                            |                                              |

#### Deriva x2:470
| Edizione                | Oro                              | Argento                              | Bronzo                                  |
| ----------------------- | -------------------------------- | ------------------------------------ | --------------------------------------- |
| Parigi 2024             | Austria Lara Vadlau - Lukas Mähr | Giappone Keiju Okada - Miho Yoshioka | Svezia Anton Dahlberg - Lovisa Karlsson |
| Atleta meglio premiato: | Atleta meglio premiato:          | Nazione meglio premiata:             | Nazione meglio premiata:                |

## Eventi non più in programma

### Maschile

#### Monotipo:Finn[3]
| Edizione                                      | Oro                                           | Argento                                        | Bronzo                                         |
| --------------------------------------------- | --------------------------------------------- | ---------------------------------------------- | ---------------------------------------------- |
| Parigi 1924                                   | Léon Huybrechts                               | Henrik Robert                                  | Hans Dittmar                                   |
| Amsterdam 1928                                | Sven Thorell                                  | Henrik Robert                                  | Bertil Broman                                  |
| Los Angeles 1932                              | Jacques Lebrun                                | Adriaan Maas                                   | Santiago Amat-Cansino                          |
| Berlino 1936                                  | Daan Kagchelland                              | Werner Krogmann                                | Peter Scott                                    |
| Londra 1948                                   | Paul Elvstrøm                                 | Ralph Evans                                    | Jacobus de Jong                                |
| Helsinki 1952                                 | Paul Elvstrøm                                 | Charles Currey                                 | Rickard Sarby                                  |
| Melbourne 1956                                | Paul Elvstrøm                                 | André Nelis                                    | John Marvin                                    |
| Roma 1960                                     | Paul Elvstrøm                                 | Aleksandr Čučelov                              | André Nelis                                    |
| Tokyo 1964                                    | Wilhelm Kuhweide                              | Peter Barrett                                  | Henning Wind                                   |
| Città del Messico 1968                        | Valentin Mankin                               | Hubert Raudaschl                               | Fabio Albarelli                                |
| Monaco di Baviera 1972                        | Serge Maury                                   | Īlias Chatzīpavlīs                             | Viktor Potapov                                 |
| Montréal 1976                                 | Jochen Schümann                               | Andrej Balašov                                 | John E. Bertrand                               |
| Mosca 1980                                    | Esko Rechardt                                 | Wolfgang Mayrhofer                             | Andrej Balašov                                 |
| Los Angeles 1984                              | Russell Coutts                                | John Joseph Bertrand                           | Terry Neilson                                  |
| Seul 1988                                     | José Doreste                                  | Peter Holmberg                                 | John Cutler                                    |
| Barcellona 1992                               | José van der Ploeg                            | Brian Ledbetter                                | Craig Monk                                     |
| Atlanta 1996                                  | Mateusz Kusznierewicz                         | Sebastien Godefroid                            | Roy Heiner                                     |
| Sydney 2000                                   | Iain Percy                                    | Luca Devoti                                    | Fredrik Lööf                                   |
| Atene 2004                                    | Ben Ainslie                                   | Rafael Trujillo                                | Mateusz Kusznierewicz                          |
| Pechino 2008                                  | Ben Ainslie                                   | Zach Railey                                    | Guillaume Florent                              |
| Londra 2012                                   | Ben Ainslie                                   | Jonas Høgh-Christensen                         | Jonathan Lobert                                |
| Rio de Janeiro 2016                           | Giles Scott                                   | Vasilij Žbogar                                 | Caleb Paine                                    |
| Tokyo 2020                                    | Giles Scott                                   | Zsombor Berecz                                 | Joan Cardona-Méndez                            |
| Atleta meglio premiato: Paul Elvstrøm (4/0/0) | Atleta meglio premiato: Paul Elvstrøm (4/0/0) | Nazione meglio premiata: Gran Bretagna (6/1/0) | Nazione meglio premiata: Gran Bretagna (6/1/0) |

#### Deriva x2:Flying Dutchman[9]
| Edizione                                         | Oro                                                   | Argento                                                 | Bronzo                                                 |
| ------------------------------------------------ | ----------------------------------------------------- | ------------------------------------------------------- | ------------------------------------------------------ |
| Melbourne 1956                                   | Nuova Zelanda Peter Mander - Jack Cropp               | Australia Rolly Tasker - John Scott                     | Gran Bretagna Jasper Blackall - Terence Smith          |
| Roma 1960                                        | Norvegia Peder Lunde Jr. - Bjørn Bergvall             | Danimarca Hans Fogh - Ole Gunnar Petersen               | Squadra Unificata Tedesca Rolf Mulka - Ingo Von Bredow |
| Tokyo 1964                                       | Nuova Zelanda Helmer Pedersen - Earle Wells           | Gran Bretagna Keith Musto - Tony Morgan                 | Stati Uniti Harry Melges - William Bentsen             |
| Città del Messico 1968                           | Gran Bretagna Rodney Pattisson - Iain MacDonald-Smith | Germania Ovest Ullrich Libor - Peter Naumann            | Brasile Reinaldo Conrad - Burkhard Cordes              |
| Monaco di Baviera 1972                           | Gran Bretagna Rodney Pattisson - Christopher Davies   | Francia Yves Pajot - Marc Pajot                         | Germania Ovest Ullrich Libor - Peter Naumann           |
| Montréal 1976                                    | Germania Ovest Jörg Diesch - Eckart Diesch            | Gran Bretagna Rodney Pattisson - Julian Brooke-Houghton | Brasile Reinaldo Conrad - Peter Ficker                 |
| Mosca 1980                                       | Spagna Alejandro Abascal - Miguel Noguer              | Irlanda David Wilkins - James Wilkinson                 | Ungheria Szabolcs Detre - Zsolt Detre                  |
| Los Angeles 1984                                 | Stati Uniti Jonathan McKee - William Carl Buchan      | Canada Terry McLaughlin - Evert Bastet                  | Gran Bretagna Jonathan Richards - Peter Allam          |
| Seul 1988                                        | Danimarca Jørgen Bojsen-Møller - Christian Grønborg   | Norvegia Ole Pollen - Erik Björkum                      | Canada Frank McLaughlin - John Millen                  |
| Barcellona 1992                                  | Spagna Luis Doreste-Blanco - Domingo Manrique         | Stati Uniti Paul Foerster - Stephen Bourdow             | Danimarca Jørgen Bojsen-Møller - Jens Bojsen-Møller    |
| Atleta meglio premiato: Rodney Pattisson (2/1/0) | Atleta meglio premiato: Rodney Pattisson (2/1/0)      | Nazione meglio premiata: Gran Bretagna (2/2/1)          | Nazione meglio premiata: Gran Bretagna (2/2/1)         |

#### Barca a chiglia x2:Star
Classe aperta fino ad Atene 2004, divenuta solo maschile.
| Edizione                                     | Oro                                                    | Argento                                               | Bronzo                                          |
| -------------------------------------------- | ------------------------------------------------------ | ----------------------------------------------------- | ----------------------------------------------- |
| Los Angeles 1932                             | Stati Uniti Gilbert Gray - Andrew Libano               | Gran Bretagna Colin Ratsey - Peter Jaffe              | Svezia Gunnar Asther - Daniel Sundén-Cullberg   |
| Berlino 1936                                 | Germania Peter Bischoff - Hans-Joachim Weise           | Svezia Arvid Laurin - Uno Wallentin                   | Paesi Bassi Bob Maas - Willem de Vries Lentsch  |
| Londra 1948                                  | Stati Uniti Paul Smart - Hilary Smart                  | Cuba Carlos de Cárdenas - Carlos de Cárdenas Jr.      | Paesi Bassi Adriaan Maas - Edward Stutterheim   |
| Londra 1948                                  | Gran Bretagna Stewart Morris - David Bond              | Portogallo Duarte de Almeida - Fernando Pinto         | Stati Uniti Lockwood Pirie - Owen Torrey        |
| Helsinki 1952                                | Italia Agostino Straulino - Nicolò Rode                | Stati Uniti John Price - John Reid                    | Portogallo Joaquim Fiúza - Francisco de Andrade |
| Melbourne 1956                               | Stati Uniti Herbert Williams - Lawrence Low            | Italia Agostino Straulino - Nicolò Rode               | Bahamas Durward Knowles - Sloane Farrington     |
| Roma 1960                                    | Unione Sovietica Timir Pinegin - Fëdor Šutkov          | Portogallo Mário Quina - José Quina                   | Stati Uniti William Parks - Robert Halperin     |
| Tokyo 1964                                   | Bahamas Durward Knowles - Cecil Cooke                  | Stati Uniti Richard Stearns - Lynn Williams           | Svezia Pelle Pettersson - Holger Sundström      |
| Città del Messico 1968                       | Stati Uniti Lowell North - Peter Barrett               | Norvegia Peder Lunde Jr. - Per Wiken                  | Italia Franco Cavallo - Camillo Gargano         |
| Monaco di Baviera 1972                       | Australia David Forbes - John Anderson                 | Svezia Pelle Petterson - Stellan Westerdahl           | Germania Ovest Wilhelm Kuhweide - Karsten Meyer |
| Monaco di Baviera 1972                       | Unione Sovietica Valentin Mankin - Vitalij Dyrdyra     | Gran Bretagna Alan Warren - David Hunt                | Stati Uniti Glen Foster - Peter Dean            |
| Montréal 1976                                | Svezia John Albrechtson - Ingvar Hansson               | Unione Sovietica Valentin Mankin - Vladislav Akimenko | Stati Uniti Dennis Conner - Conn Findlay        |
| Mosca 1980                                   | Unione Sovietica Valentin Mankin - Aleksandr Muzyčenko | Austria Hubert Raudaschl - Karl Ferstl                | Italia Giorgio Gorla - Alfio Peraboni           |
| Los Angeles 1984                             | Stati Uniti William Earl Buchan - Steve Erickson       | Germania Ovest Joachim Griese - Michael Marcour       | Italia Giorgio Gorla - Alfio Peraboni           |
| Seul 1988                                    | Gran Bretagna Michael McIntyre - Bryn Vaile            | Stati Uniti Mark Reynolds - Harold Haenel             | Brasile Torben Grael - Nelson Falcão            |
| Barcellona 1992                              | Stati Uniti Mark Reynolds - Harold Haenel              | Nuova Zelanda Rod Davis - Don Cowie                   | Canada Ross MacDonald - Eric Jespersen          |
| Atlanta 1996                                 | Brasile Torben Grael - Marcelo Ferreira                | Svezia Hans Wallen - Bobby Lohse                      | Australia Colin Beashel - David Giles           |
| Sydney 2000                                  | Stati Uniti Mark Reynolds - Magnus Liljedahl           | Gran Bretagna Ian Walker - Mark Covell                | Brasile Torben Grael - Marcelo Ferreira         |
| Atene 2004                                   | Brasile Torben Grael - Marcelo Ferreira                | Canada Ross MacDonald - Mike Wolfs                    | Francia Pascal Rambeau - Xavier Rohart          |
| Pechino 2008                                 | Gran Bretagna Iain Percy - Andrew Simpson              | Brasile Robert Scheidt - Bruno Prada                  | Svezia Fredrik Lööf - Anders Ekström            |
| Londra 2012                                  | Svezia Fredrik Lööf - Max Salminen                     | Gran Bretagna Iain Percy - Andrew Simpson             | Brasile Robert Scheidt - Bruno Prada            |
| Atleta meglio premiato: Torben Grael (2/0/2) | Atleta meglio premiato: Torben Grael (2/0/2)           | Nazione meglio premiata: Stati Uniti (7/3/1)          | Nazione meglio premiata: Stati Uniti (7/3/1)    |

### Femminile

#### Barca a chiglia x3:Yngling-Elliott 6m
| Edizione     | Oro           | Argento     | Bronzo    |
| ------------ | ------------- | ----------- | --------- |
| Atene 2004   | Gran Bretagna | Ucraina     | Danimarca |
| Pechino 2008 | Gran Bretagna | Paesi Bassi | Grecia    |
| Londra 2012  | Spagna        | Australia   | Finlandia |

### Aperti

#### Barca a chiglia x3:Dragone-Soling
| Edizione                                   | Oro          | Argento                   | Bronzo        |
| ------------------------------------------ | ------------ | ------------------------- | ------------- |
| Londra 1948                                | Norvegia     | Svezia                    | Danimarca     |
| Helsinki 1952                              | Norvegia     | Svezia                    | Germania      |
| Melbourne 1956                             | Svezia       | Danimarca                 | Gran Bretagna |
| Roma 1960                                  | Grecia       | Argentina                 | Italia        |
| Tokyo 1964                                 | Danimarca    | Squadra Unificata Tedesca | Stati Uniti   |
| Città del Messico 1968                     | Stati Uniti  | Danimarca                 | Germania Est  |
| Monaco di Baviera 1972                     | Australia    | Germania Est              | Stati Uniti   |
| Monaco di Baviera 1972                     | Stati Uniti  | Svezia                    | Canada        |
| Montréal 1976                              | Danimarca    | Stati Uniti               | Germania Est  |
| Mosca 1980                                 | Danimarca    | Unione Sovietica          | Grecia        |
| Los Angeles 1984                           | Stati Uniti  | Brasile                   | Canada        |
| Seul 1988                                  | Germania Est | Stati Uniti               | Danimarca     |
| Barcellona 1992                            | Danimarca    | Stati Uniti               | Gran Bretagna |
| Atlanta 1996                               | Germania     | Russia                    | Stati Uniti   |
| Sydney 2000                                | Danimarca    | Germania                  | Norvegia      |
| Nazione meglio premiata: Danimarca (4/0/1) |              |                           |               |

#### Multiscafo:Tornado
| Edizione                                                    | Oro                                                         | Argento                                                    | Bronzo                                                     |
| ----------------------------------------------------------- | ----------------------------------------------------------- | ---------------------------------------------------------- | ---------------------------------------------------------- |
| Montréal 1976                                               | Gran Bretagna Reginald White - John Osborn                  | Stati Uniti David McFaull - Michael Rothwell               | Germania Ovest Jörg Spengler - Jörg Schmall                |
| Mosca 1980                                                  | Brasile Lars Sigurd Björkström - Alexandre Welter           | Danimarca Peter Due - Per Kjergard                         | Svezia Göran Marström - Jörgen Ragnarsson                  |
| Los Angeles 1984                                            | Nuova Zelanda Rex Sellers - Chris Timms                     | Stati Uniti Randy Smyth - Jay Glaser                       | Australia Christopher Cairns - John Anderson               |
| Seul 1988                                                   | Francia Jean-Yves Le Déroff - Nicolas Hénard                | Nuova Zelanda Rex Sellers - Chris Timms                    | Brasile Lars Grael - Clinio Freitas                        |
| Barcellona 1992                                             | Francia Yves Loday - Nicolas Hénard                         | Stati Uniti Randy Smyth - Keith Notary                     | Australia Mitch Booth - John Forbes                        |
| Atlanta 1996                                                | Spagna Fernando León - José Luis Ballester                  | Australia Mitch Booth - Andrew Landenberger                | Brasile Lars Grael - Henrique Pellicano                    |
| Sydney 2000                                                 | Austria Roman Hagara - Hans-Peter Steinacher                | Australia Darren Bundock - John Forbes                     | Germania Roland Gäbler - René Schwall                      |
| Atene 2004                                                  | Austria Roman Hagara - Hans-Peter Steinacher                | Stati Uniti John Lovell - Charlie Ogletree                 | Argentina Carlos Espínola - Santiago Lange                 |
| Pechino 2008                                                | Spagna Antón Paz - Fernando Echavarri                       | Australia Darren Bundock - Glenn Ashby                     | Argentina Carlos Espínola - Santiago Lange                 |
| Atleta meglio premiato: Hénard, Hagara e Steinacher (2/0/0) | Atleta meglio premiato: Hénard, Hagara e Steinacher (2/0/0) | Nazione meglio premiata: Francia, Austria e Spagna (2/0/0) | Nazione meglio premiata: Francia, Austria e Spagna (2/0/0) |

### Classi metriche

#### 5.5m
| Edizione               | Oro         | Argento       | Bronzo        |
| ---------------------- | ----------- | ------------- | ------------- |
| Helsinki 1952          | Stati Uniti | Norvegia      | Svezia        |
| Melbourne 1956         | Svezia      | Gran Bretagna | Australia     |
| Roma 1960              | Stati Uniti | Danimarca     | Svizzera      |
| Tokyo 1964             | Australia   | Svezia        | Stati Uniti   |
| Città del Messico 1968 | Svezia      | Svizzera      | Gran Bretagna |

#### 6m
| Edizione         | Oro           | Argento     | Bronzo      |
| ---------------- | ------------- | ----------- | ----------- |
| Londra 1908      | Gran Bretagna | Belgio      | Francia     |
| Stoccolma 1912   | Francia       | Danimarca   | Svezia      |
| Anversa 1920     | Norvegia      | Belgio      | —           |
| Anversa 1920     | Belgio        | Norvegia    | Norvegia    |
| Parigi 1924      | Norvegia      | Danimarca   | Paesi Bassi |
| Amsterdam 1928   | Norvegia      | Danimarca   | Estonia     |
| Los Angeles 1932 | Svezia        | Stati Uniti | Canada      |
| Berlino 1936     | Gran Bretagna | Norvegia    | Svezia      |
| Londra 1948      | Stati Uniti   | Argentina   | Svezia      |
| Helsinki 1952    | Stati Uniti   | Norvegia    | Finlandia   |

#### 8m
| Edizione         | Oro           | Argento       | Bronzo        |
| ---------------- | ------------- | ------------- | ------------- |
| Londra 1908      | Gran Bretagna | Svezia        | Gran Bretagna |
| Stoccolma 1912   | Norvegia      | Svezia        | Finlandia     |
| Anversa 1920     | Norvegia      | Norvegia      | Belgio        |
| Anversa 1920     | Norvegia      | —             | —             |
| Parigi 1924      | Norvegia      | Gran Bretagna | Francia       |
| Amsterdam 1928   | Francia       | Paesi Bassi   | Svezia        |
| Los Angeles 1932 | Stati Uniti   | Canada        | —             |
| Berlino 1936     | Italia        | Norvegia      | Germania      |

#### Altre misure
| Edizione       | Oro                                             | Argento       | Bronzo        |
| 6.5m           | 6.5m                                            | 6.5m          | 6.5m          |
| -------------- | ----------------------------------------------- | ------------- | ------------- |
| Anversa 1920   | Paesi Bassi                                     | Francia       | —             |
| 7m             |                                                 |               |               |
| Londra 1908    | Gran Bretagna                                   | —             | —             |
| Anversa 1920   | Gran Bretagna                                   | Norvegia      | —             |
| 10m            |                                                 |               |               |
| Stoccolma 1912 | Svezia                                          | Finlandia     | Russia        |
| Anversa 1920   | Norvegia                                        | —             | —             |
| Anversa 1920   | Norvegia                                        | —             | —             |
| 12m            |                                                 |               |               |
| Londra 1908    | Gran Bretagna                                   | Gran Bretagna | —             |
| Stoccolma 1912 | Norvegia                                        | Svezia        | Finlandia     |
| Anversa 1920   | Norvegia                                        | —             | —             |
| Anversa 1920   | Norvegia                                        | —             | —             |
| 12'            |                                                 |               |               |
| Anversa 1920   | Paesi Bassi                                     | Paesi Bassi   | —             |
| Amsterdam 1928 | Sven Thorell                                    | Henrik Robert | Bertel Broman |
| 18'            |                                                 |               |               |
| Anversa 1920   | Gran Bretagna Francis Richards - Thomas Hedberg | —             | —             |

### Skerry Cruiser
| Edizione     | Oro    | Argento | Bronzo |
| ------------ | ------ | ------- | ------ |
| Anversa 1920 | 30m²   | 30m²    | 30m²   |
| Anversa 1920 | Svezia | —       | —      |
| Anversa 1920 | 40m²   |         |        |
| Anversa 1920 | Svezia | Svezia  | —      |

### Ton
In corsivo i risultati delle gare non olimpiche, quindi senza una vera assegnazione di medaglia ufficiale.
| Edizione    | Oro                                  | Argento                               | Bronzo                                  |
| ----------- | ------------------------------------ | ------------------------------------- | --------------------------------------- |
| Parigi 1900 | 0 - ½ Ton                            | 0 - ½ Ton                             | 0 - ½ Ton                               |
| Parigi 1900 | Pierre Gervais                       | Francia                               | Francia                                 |
| Parigi 1900 | Émile Sacré                          | Francia                               | Pierre Gervais                          |
| Parigi 1900 | ½ - 1 Ton                            |                                       |                                         |
| Parigi 1900 | Francia                              | Gran Bretagna                         | Francia Émile Michelet - Marcel Méran   |
| Parigi 1900 | Louis Auguste-Dormeuil               | Francia Émile Michelet - Marcel Méran | Francia                                 |
| Parigi 1900 | 1 - 2 Ton                            |                                       |                                         |
| Parigi 1900 | Svizzera                             | Francia                               | Francia                                 |
| Parigi 1900 | Germania                             | Svizzera                              | Francia                                 |
| Parigi 1900 | 2 - 3 Ton                            |                                       |                                         |
| Parigi 1900 | Squadra mista                        | Francia                               | Francia                                 |
| Parigi 1900 | Squadra mista                        | Francia                               | Auguste Donny                           |
| Parigi 1900 | 3 - 10 Ton                           |                                       |                                         |
| Parigi 1900 | Henri Gilardoni                      | Paesi Bassi                           | Francia                                 |
| Parigi 1900 | Gran Bretagna                        | Francia                               | H. MacHenry                             |
| Parigi 1900 | 10 - 20 Ton                          |                                       |                                         |
| Parigi 1900 | Francia Émile Billard - Paul Perquer | Jean Decazes                          | Edward Hore                             |
| Parigi 1900 | 20+ Ton                              |                                       |                                         |
| Parigi 1900 | Cecil Quentin                        | Selwin Calverley                      | Harry Van Bergen                        |
| Parigi 1900 | Open                                 |                                       |                                         |
| Parigi 1900 | Gran Bretagna                        | Germania                              | Francia Émile Michelet - Félix Michelet |